# 응강가

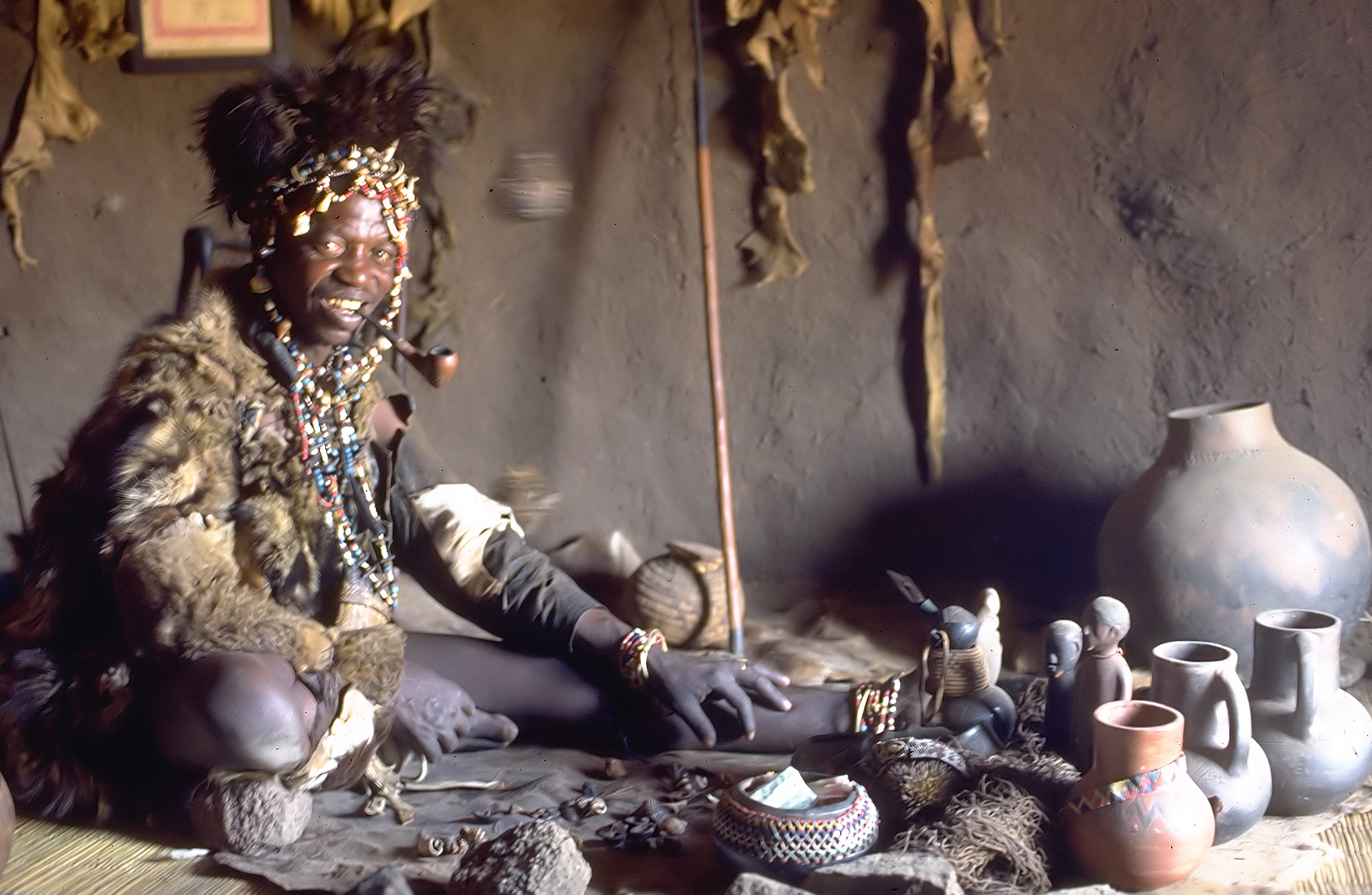
짐바브웨의 은앙가.

응강가(nganga)는 반투어로 무의를 가리키는 말이다. 응강가는 은키시라는 영을 사역하여 그 권능을 부리는 자다. 아프리카 뿐 아니라 아이티, 브라질, 쿠바 등 아프리카인들이 퍼져나간 지역에 응강가 샤머니즘도 함께 퍼져나갔다.
콩고가 15세기 이후 기독교로 개종하면서 전통 샤머니즘 무의들과 기독교 사제들을 모두 응강가라고 칭했다. 현대 콩고어에서 기독교 사제들은 "응강가 아 은잠비(Nganga a Nzambi)"라고 한다.
남아프리카의 줄루인들의 두 가지 무당이 있었는데, 조상의 영과 통하는 사제적 성격의 무당을 상고마라고 했고, 의사 역할을 하는 무의를 이냥가(inyanga)라고 했다. 하지만 이 구분은 많은 지역에서 흐려져서 대개 무당들이 상고마와 이냥가를 겸한다. 옆동네의 스와힐리어로는 무의를 음강가(mganga)라고 한다.
짐바브웨의 쇼나인들은 약초와 종교를 이용해 사람을 고치는 전통치유사를 은앙가(n'anga)라고 한다. 짐바브웨의 은앙가들은 짐바브웨 전국전통치유사협회(ZINATHA)라는 협회에 등록을 해야 한다.

## 같이 보기
- 무의